# Rose Woldstedt-Lauth
Rose Woldstedt-Lauth (* 27. Dezember 1889 in Zürich; † 9. Januar 1966 in Bonn) war eine elsässisch-deutsche Schriftstellerin. Ihre Erzählung D’r Jüles word Soldat erhielt 1936 den ersten Preis des von der Zeitschrift „Elsaß-Lothringen. Heimatstimmen“ veranstalteten Preisausschreibens „Dem unbekanntesten Soldaten des großen Krieges“.

## Werke (Auswahl)
Elsässisch
- D’ Schöenmattmüehl. D’ G’schicht’ vun ere Elsässer Famili. 1927.
- D’r Victor Neßler decidiert sich. Um 1930.
- D’r Pfarrer vun Dettlinge. 1932.
- D’r Gottfridd sott hierote. 1935.
- D’r Jüles word Soldat. 1940.

Hochdeutsch
- Im Sonnenhaus. Eine Geschichte für große und kleine Kinder. 1928.
- Renate. Ein Frauenschicksal in unseren Tagen. 1928.
- Los von der sexuellen Freiheit? Gespräche über die sexuelle Not der Jugend. 1932.
- Mädel von heute, Mütter von morgen. Gespräche zwischen Mutter und Tochter über das Liebesleben der Menschen. 1940.
- Am Fuße der Vogesen. Schicksale meiner Familie. 1957.
- Das Säckinger Trompeterspiel, in: Helmut Paulus u. a.: Fünf Geschichten und ein Spiel. 1955.

## Über schriftliches Elsässerditsch: Vorwort zuD’ Schöenmattmüehl
„Liewi Landslitt!
Wenn’r mien Büechel lese, noo wundere‑n‑Ihr Ejch viellicht e manichs Mol un schüttle mit’m Kopf un saaue: „Warum isch denn des Wort esoo g’schriewe un sell Wort esoo? Soo redt m’r doch gar nit!“ — Un doo han’r ganz ereecht. Ich hab’ oft nit esoo g’schriewe, wie m’r redt, un ich will Ejch au saaue, warum.
M’r kann joo’s Elsässisch doch nit genau eso schriewe, wie m’r redt, des isch e Ding d’r Unmöejlichkeit. Des were‑n‑’r selwer zügenn. Un owedring möcht’s noo doch e jeder andersch han, wiel e jeder widder e‑n‑andere Dialekt redt. —
Drum haw ich gedenkt, ich prowier’s emol andersch un schrieb nit fers Ohr — sell könnt ich joo doch nit — ich schrieb liewer fers Auj, ich schrieb esoo, daß’r’s licht lese könne, wiel d’Wörter ihrem Üssehn nooch de ditsche Wörter gliche. ‘s word’s schun e jeder vun Ejch uff sieni Fasson üsspreche. Wenn Ejch nur’s Lese licht fallt, des isch mir d’ Hauptsach. Ob mien Versuch gerote‑n‑isch, des müen Ihr entscheide.
Stroßburj 1927.“